# 金毛管鼻蝠
金毛管鼻蝠（学名：Murina chrysochaetes），一种分布于中国广西及越南北部等地区的蝙蝠，隶属于蝙蝠科管鼻蝠属。

## 形态特征
金毛管鼻蝠北部绒毛基部为褐色，中段金黄色，毛尖为黑色。背部均匀分布于毛基黑色，毛尖金黄色的长针毛。喉部具有白色的长针毛。腹部绒毛黑色，具有针毛金黄色。